# Ginx eSports TV
Ginx eSports TV – międzynarodowy kanał telewizyjny w całości poświęcony grom komputerowym oraz aplikacjom mobilnym. Stacja emituje informacje, recenzje i zwiastuny ze świata gier oraz pokazy przedpremierowe i relacje z targów (m.in. Electronic Entertainment Expo i gamescom).

## Emisja
Kanał rozpoczął nadawanie pod nazwą Ginx TV. Dostępny jest w 26 krajach i dociera do 3 milionów widzów na świecie. Kanał nadaje w 10 językach, od 3 grudnia 2012 także w języku polskim. Kanał w Polsce pojawił się początkowo w sieci kablowej Toya. Natomiast 1 sierpnia 2013 r. uruchomiono polską wersję HDTV, która pojawiła się od początku w sieci Vectra.
1 października 2013 Ginx TV pojawił się w miejscu The Player Channel, który zakończył nadawanie w Europie.